# Comrie
Comrie est une ville du Perth and Kinross en Écosse, au Royaume-Uni.

## Personnalités nées à Comrie
- George Gilfillan (1813-1878), religieux protestant, écrivain et poète.